# Mario Segale
Mario Segale (ur. 30 kwietnia 1934 r., zm. 27 października 2018 r.) – amerykański przedsiębiorca branży budowlanej, jego imieniem nazwano tytułowego bohatera gry Mario Bros.

## Życiorys
Urodzony 30 kwietnia 1934 r. jako jedyne dziecko farmerów Louisa i Riny Segale, imigrantów z Włoch. W 1952 r., po ukończeniu liceum, założył firmę działającą w branży nieruchomości w rejonie Seattle; początkowo miał tylko jeden buldożer. W 1981 roku firma Nintendo wynajęła od niego magazyn, który miał służyć jako amerykańska siedzibę firmy. Firma miała wówczas przejściowe trudności w opłaceniu czynszu, ale gdy udało się wynegocjować z Segale wydłużenie terminu zapłaty, Nintendo w podzięce nazwało jednego z bohaterów tworzonej przez siebie gry imieniem Mario. W 2015 r. firma oficjalnie przyznała, że imię bohatera pochodziło od Segale. W 1998 r. sprzedał swoją firmę za 60 mln dolarów.   
Związany z Partią Demokratyczną, wspierał finansowo jej działalność. 
Od 1957 r. żonaty, miał czworo dzieci.